# Хміль Ангеліна Андріївна
Ангеліна Андріївна Хміль (27 червня 2003) — українська пляжна волейболістка. Чемпіонка світу серед спортсменів до 21 року. Чемпіонка Європи у вікових категоріях до 18 і 20 років. Майстер спорту України міжнародного класу.

## Із біографії
Вихованка кременчуцької спортивної школи (тренер — Вероніка Юріївна Гончаренко). Бронзова призерка чемпіонату України 2017 року з класичного волейболу серед дівчат 2002 року народження у складі команди Полтавської області. У 2017 році переїхала до Запоріжжя Навчалася у Запорізькому національному університеті.
У 2018 році виступала на юнацькій першості континенту серед дівчат до 17 років у Болгарії. На турнірі з класичного волейболу була гравцем основного складу української збірної (зіграла 5 матчів, 20 сетів і набрала 42 очки).
На юніорському рівні її партнеркою була Тетяна Лазаренко. У 2019 році пара дебютувала на чемпіонаті Європи серед гравців до 20 років і змаганнях Світової серії (на етапі у Тель-Авіві). Наступного сезону стала переможницею континентальної першості у категорії U-18. У вирішальному матчі Хміль — Лазаренко переграли українок Анну Чечельницьку і Дар'ю Романюк. 
У 2021 році українки виступили на 5 етапах Світової серії. Тричі здобували бронзові нагороди, а змаганнях у болгарській Софії стали найсильнішими (у фіналі перемогли венесуельський дует). У вирішальній грі чемпіонату України поступилися сестрам Інні та Ірині Махно, а у фіналі національного кубка — парі Давідова — Луніна. Також продовжували виступати на юніорському рівні. У травні здобула бронзову медаль на чемпіонаті Європи у віковій категорії до 22 років. Змагання проходили в австрійському Бадені. У липні дійшли до чвертфіналу континентальної першості (U-22), що проходила в турецькому Ізмірі.
У грудні на пляжах Таїланду проходили два чемпіонати світу. Спочатку були змагання волейболісток до 19 років. Українки у матчі за бронзові нагороди переграли пару з США. Наступного тижня виступали спортсменки віком до 21 року. У цьому турнірі Хміль — Лазаренко перемогли всіх суперниць і здобули золото світової першості.
У 2022 році пара продовжувала вдало виступати на етапах Всесвітнього туру. Зокрема, на турнірі у Варшаві стали переможцями, а в Білостоці — поступилися у фіналі американкам. Також взяли участь юніорських першостях Старого Світу. У червні пляжниці до 22 років змагалися в Нідерландах, і тут український дует показав третій результат. Наступного місяця в турецькому Ізмірі Хміль — Лазаренко виграли всі матчі і вдруге стали чемпіонами Європи.
У серпні пара готувалася до старту на дорослому чемпіонаті Європи, але з'явилася інформація, що Ангеліна Хміль їде на навчання до США. Її вивели зі складу збірної, а на турнір Тетяна Лазаренко поїхала з 35-річною Євгенією Баєвою.
У 2023 році повернулася в Україну і почала грати з Євою Сердюк (чемпіонкою світу 2022 серед дівчат до 19 років). У червні новостворена пара стала переможцями молодіжної першості України. У липні українки виступали на молодіжній континентальній першості (до 22 років), де в чвертьфіналі поступилися майбутнім чемпіонкам.
Чемпіонка Національної асоціації студентського спорту США 2025 року у складі команди Техаського християнського університету

## Досягнення
- Чемпіонка світу (U-21): 2021
- Чемпіонка Європи (U-20): 2022
- Чемпіонка Європи (U-18): 2020
- Бронзова призерка чемпіонату світу (U-19): 2021
- Бронзова призерка чемпіонату Європи (U-22): 2021, 2022
- Чемпіонка Національної асоціації студентського спорту США: 2025

## Статистика
Статистика виступів на чемпіонатах Європи з пляжного волейболу:
| Турнір                | Партнерка          | Раунд       | Рахунок | Суперниці                                   |
| --------------------- | ------------------ | ----------- | ------- | ------------------------------------------- |
| чемпіонат Європи 2024 | Валентина Давідова | група G     | 0 - 2   | Есмє Бебнер — Зоя Верже-Депре               |
| чемпіонат Європи 2024 | Валентина Давідова | група G     | 2 - 0   | Сара Коолс — Ліза Ван Дер Вондер            |
| чемпіонат Європи 2024 | Валентина Давідова | група G     | 0 - 2   | Лена Плезютшніг — Катаріна Шуценгофер       |
| чемпіонат Європи 2025 | Валентина Давідова | група A     | 0 - 2   | Kylie Neuschaeferová — Marie-Sára Štochlová |
| чемпіонат Європи 2025 | Валентина Давідова | група A     | 2 - 0   | Єва Думбаускайте — Герда Грудзінскайте      |
| чемпіонат Європи 2025 | Валентина Давідова | 1/16 фіналу | 2 - 1   | Єва Сердюк — Дар'я Романюк                  |
| чемпіонат Європи 2025 | Валентина Давідова | 1/8 фіналу  | 1 - 2   | Тіна Граудіня — Анастасія Самойлова         |